# Barber Motorsports Park
Barber Motorsports Park és un autòdrom de la localitat de Birmingham, estat d'Alabama, Estats Units i inaugurat l'any 2003. El traçat, de 3.700 metres de longitud, va ser dissenyat per Alan Wilson. El Barber Vintage Motorsports Museum és un museu annex a la pista, que compta amb més de 900 automòbils i motocicletes de carreres.
El circuit rep cada any a la Grand-Am Rolex Sports Car Series des de 2003, la IndyCar Series i la Indy Lights des de 2010, el Campionat de l'AMA de Superbikes i carreres d'automòbils històrics. Així mateix, diverses escoles de pilotatge ho usen per a entrenar a pilots.

## Rècords de volta
- Oficial: Will Power, 1'10.106, 118,107 mph (190,075 km/h), 10 d'abril de 2010, Dallara Honda (IndyCar)
- Extraoficial: Will Power, 1'09.4557, 119,213 mph (191,855 km/h), 23 de març de 2009, Dallara Honda (IndyCar)
- Motocicletes: Mat Mladin, 1'25.047, 97,358 mph (156,683 km/h), abril de 2005, Suzuki GSX-R1000